# Trouble (groupe)
Pour les articles homonymes, voir Trouble.
Trouble est un groupe de doom metal américain, originaire de Aurora, dans l'Illinois. Le groupe possède un style musical distinct influencé par des groupes de metal britanniques comme Black Sabbath et Judas Priest et de rock psychédélique des années 1970. Groupe salué par la presse spécialisée, les deux premiers albums de Trouble, Psalm 9 et The Skull sont cités dans la création du doom metal. En date, Trouble compte huit albums studio. Le groupe devient fréquemment inactif après le départ de leur chanteur Eric Wagner en 1997. Il revient en 2000 avant de repartir de nouveau huit ans plus tard.

## Biographie

### Débuts (1979-1988)
Trouble est formé en 1979 à Aurora, dans l'Illinois, par le chanteur Eric Wagner et les guitaristes Rick Wartell et Bruce Franklin, est, au même titre que Pentagram et Saint Vitus, un des groupes phare de la scène doom metal américaine. Bien que perpétuant l'héritage de Black Sabbath le groupe ne différenciera du reste de la scène metal par des textes d'inspiration biblique.
Le groupe tourne dans le Midwest au début des années 1980 avant de signer au label Metal Blade Records , et de publier leur premier album éponyme (plus intitulé Psalm 9) en 1984. The Skull suit en 1985, et reflete les difficultés de Wagner face à la drogue, et aux conflits dans le groupe. Le bassiste McAllister est alors remplacé par Ron Holzner. Le batteur Jeff Olson quitte aussi le groupe. Olson aurait supposément quitté le groupe pour devenir prédicateur,, mais il continuait ses études au Berklee College of Music de Boston. Dennis Lesh le remplace sur l'album Run to the Light. Comparé à leurs précédents albums, la presse spécialisée considère Run to the Light comme « décevant ». Ted Kirkpatrick devient leur batteur à leur tournée Run to the Light avant de former son propre groupe Tourniquet en 1989.

### Succès et pause (1989-1996)

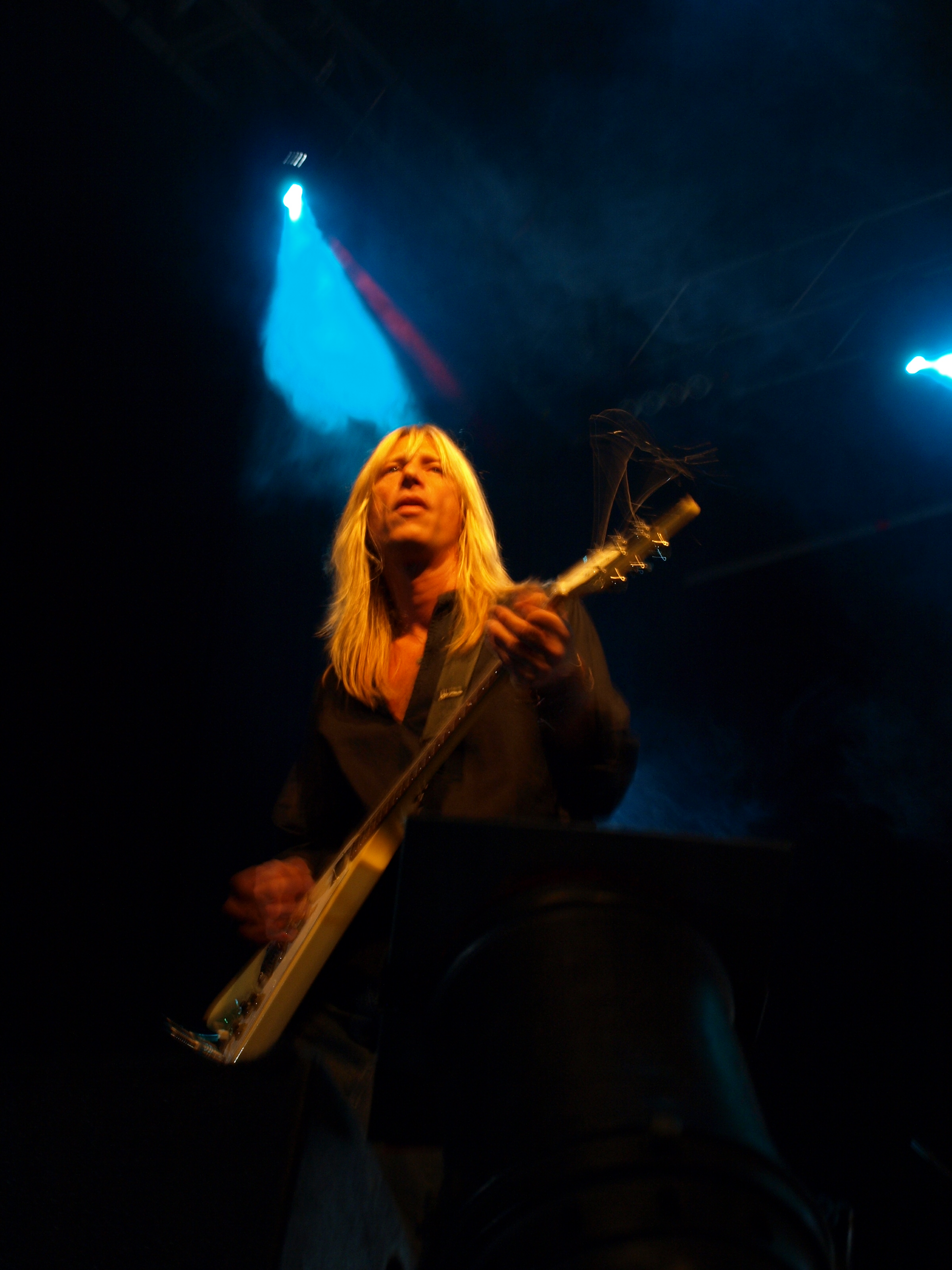
Trouble sur scène au Jalometalli, en 2008.

Le groupe devient inactif pendant trois ans après la publication de leur album Trouble en 1990 au label de Rick Rubin, Def American Records. Plus expérimental que leurs précédents albums, Trouble, qui fait participer le batteur Barry Stern, ancien membre de Zoetrope, est plus psychédélique. Le groupe tourne pendant un an avant de retourner en studio. En 1992, Manic Frustration est publié, mais le groupe ne parvient pas entrer en connexion avec le public, et est par conséquent, renvoyé de son label, qui faisait face à des problèmes financiers. Le groupe publie Plastic Green Head via le label Music for Nations en 1995 à nouveau aux côtés du batteur Jeff Olson.

### Réunion etSimple Mind Condition(1997-2007)
Après des premières années passées sur le label Metal Blade, Rick Rubin les signe à l'occasion de leur quatrième album avant de se séparer d'eux en 1993. Le groupe sortira l'album Plastic Green Head sur Music for Nations avant de se séparer en 1996. Eric Wagner profitera de cette séparation pour enregistrer un album avec Danny Cavanagh d'Anathema sous le patronyme de Lid. Trouble donne plusieurs concerts entre 1997 et 2000 avec le chanteur d'Exhorder et Floodgate Kyle Thomas.
Eric Wagner réintègre le groupe en 2000. Trouble fait son retour dans les bacs avec l'album Simple Mind Condition en 2007. Alors que le groupe semble reparti pour de bon, Eric Wagner quitte la formation peu après une prestation au Roadburn Festival 2008 et forme le groupe Blackfinger.

### The Distortion Field(depuis 2008)
En mai 2008, le départ d'Eric Wagner est annoncé. Il est remplacé par Kory Clarke de Warrior Soul. Jeff Olson annonce aussi son départ en juillet 2008 pour former son propre groupe, Retro Grave. Le dernier concert d'Olson avec Trouble s'effectue dans un club de rock appelé The End à Memphis, dans le Tennessee. Olson est remplacé par Mark Lira de Wet Animal pour leur tournée sur la côte ouest américaine.
En septembre 2008, le guitariste Rick Wartell annonce « huit ou neuf chansons » déjà écrites par Trouble pour leur futur album, ainsi qu'une tournée. Le 18 novembre 2008, Trouble annonce, sur son site web, être en pleine écriture d'un album prévu pour l'été 2009. Un bootleg live avec leur nouvelle formation est publié sur le site web du groupe en 2008, puis à l'international via Escapi Music un an plus tard. Le 4 mars 2009, Trouble révèle leur titre du nouvel album, The Dark Riff.
Le 9 septembre 2010, le groupe annonce « tout est prêt en studio. » En février 2012, Kory Clarke quitte Trouble. Kyle Thomas, dans le groupe entre 1997 et 2000, le remplace. Toujours en février 2012, les deux membres originaux de Trouble — le chanteur Eric Wagner et le batteur Jeff Olson — rejoignent le bassiste Ron Holzner dans un nouveau groupe appelé The Skull. À cette période, The Skull prévoit une tournée spéciale 30 ans dédiée au premier album de Trouble, Psalm 9 en 2014
Le 16 février 2013, Olson annonce jouer les intros aux claviers dans le nouvel album. En mai 2013, le nouvel album, The Distortion Field, est programmé pour le 16 juillet en Amérique du Nord, et le 26 juillet en Europe. Il fait pour la première fois participer Kyle Thomas, et est produit par Bill Metoyer. Peu après sa sortie, Rob Hultz de Solace et Godspeed se joint au groupe comme bassiste. En fin d'année, Trouble annonce un nouvel album, possiblement publié en 2016.

## Style musical et image

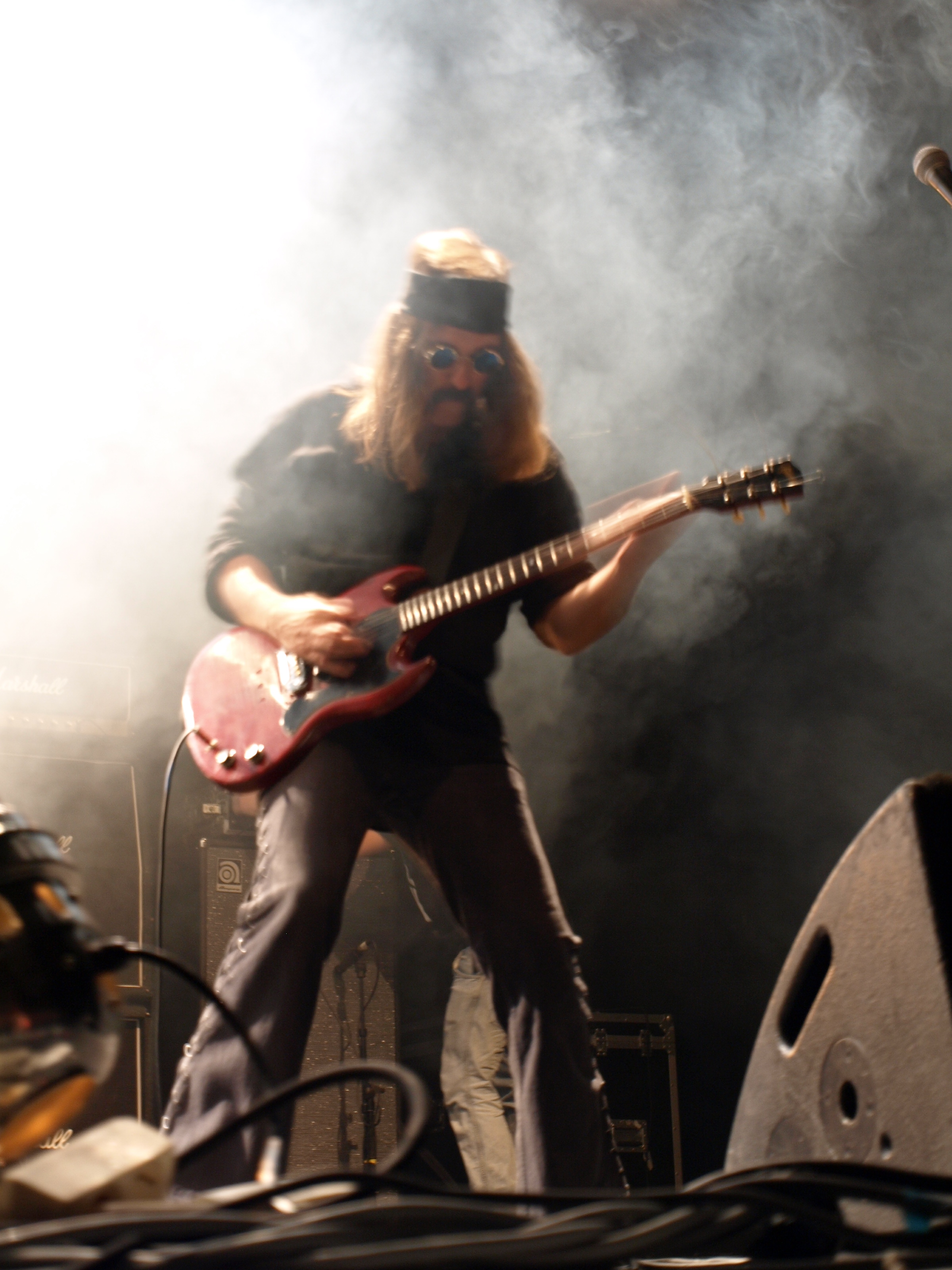
Bruce Franklin au Jalometalli, en 2008.

Le style musical de Trouble est orienté doom metal traditionnel, mais leur albums seront orientés dans un style stoner metal depuis la sortie de Trouble en 1990. Les membres du groupe expliquent s'inspirer d'anciens groupes heavy rock des années 1970 comme Deep Purple, Led Zeppelin, Budgie, et Black Sabbath. Trouble incorpore également des éléments de rock psychédélique à leur style. Ils jouaient à un rythme incroyablement ralenti à la même période durant laquelle les groupes de NWOBHM et thrash metal jouaient à un rythme accéléré.
Les paroles d'Eric Wagner s'orientent sur divers thèmes, mais les premiers albums de Trouble, comme Psalm 9, sont connus pour leurs références bibliques. À leurs débuts, le thème chrétien est rarement adopté par les groupes de metal, ce qui leur vaudra être catégorisé de metal chrétien. D'autres chansons traitent d'autres thèmes ; Bastards Will Pay, par instance, considère les politiciens comme des hypocrites. Aussi, contrairement à d'autres groupes de metal des années 1980, les membres de Trouble s'habillent en jeans arrachés, t-shirts moulés, et portent des lunettes de soleil, notamment.

## Membres

### Membres actuels
- Kyle Thomas - chant (1997-2000, depuis 2012)
- Bruce Franklin - guitare (depuis 1979)
- Rick Wartell - guitare (depuis 1979)
- Shane Pasqualla - basse
- Mark Lira - batterie (depuis 2008)

### Anciens membres
- Tim « Ian » Brown (1979-1983)
- Jeff « Oly » Olson - batterie (1979-1986, 1993-2008)
- Eric Wagner - chant (1979-1997, 2002-2008)
- Ron Holzner - basse (1986-2003)
- Dennis Lesh - batterie (1986-1987)
- Barry Stern (1989-1993)
- Chuck Robinson - basse (2002-2003)
- Sean McAllister - basse (1983-1986)
- Kory Clarke - chant (2008-2012)

## Discographie

### Albums studio
- 1984 : Psalm 9
- 1985 : The Skull
- 1987 : Run To The Light
- 1990 : Trouble
- 1992 : Manic Frustration
- 1995 : Plastic Green Head
- 2007 : Simple Mind Condition
- 2013 : The Distortion Field

### Compilations
- 2008 : Unplugged

### Albums live
- 2009 : Live in Los Angeles

### DVD
- 2006 : Live in Stockholm